# Марян (община Малик)
 Тази статия е за селото в община Малик.  За другото корчанско село вижте Марян (община Корча).  
Марян (на албански: Marjan или Marjani) е село в Албания, част от община Малик, област Корча.

## География
Селото е разположено северозападно от град Корча.

## История
В XV век в Марияни са отбелязани поименно 72 глави на домакинства.

## Личности
Родени в Марян
- Милто Сотир Гюра (1884 - 1972), албански журналист и писател